# La Nuit infidèle
Pour plus de détails, voir Fiche technique et Distribution.
La Nuit infidèle est un film français réalisé par Antoine d'Ormesson, sorti en 1968.

## Fiche technique
- Titre : La Nuit infidèle
- Réalisation : Antoine d'Ormesson
- Scénario et dialogues : Antoine d'Ormesson et Lucile Terrin
- Photographie : François Charlet
- Musique : Antoine d'Ormesson
- Montage : Françoise Diot
- Société de production : Sumer Films
- Pays de production :  France
- Genre : Film dramatique, Thriller
- Durée : 80 minutes
- Date de sortie : 
  - France : 28 août 1968

## Distribution
- Christiane Minazzoli : Florence
- André Oumansky : Jérôme
- Christine Olivier : la maîtresse
- Louis Velle : l'amant
- Charles Millot : Gérard[1]
- Jacques Perrin